# Operação Crusader

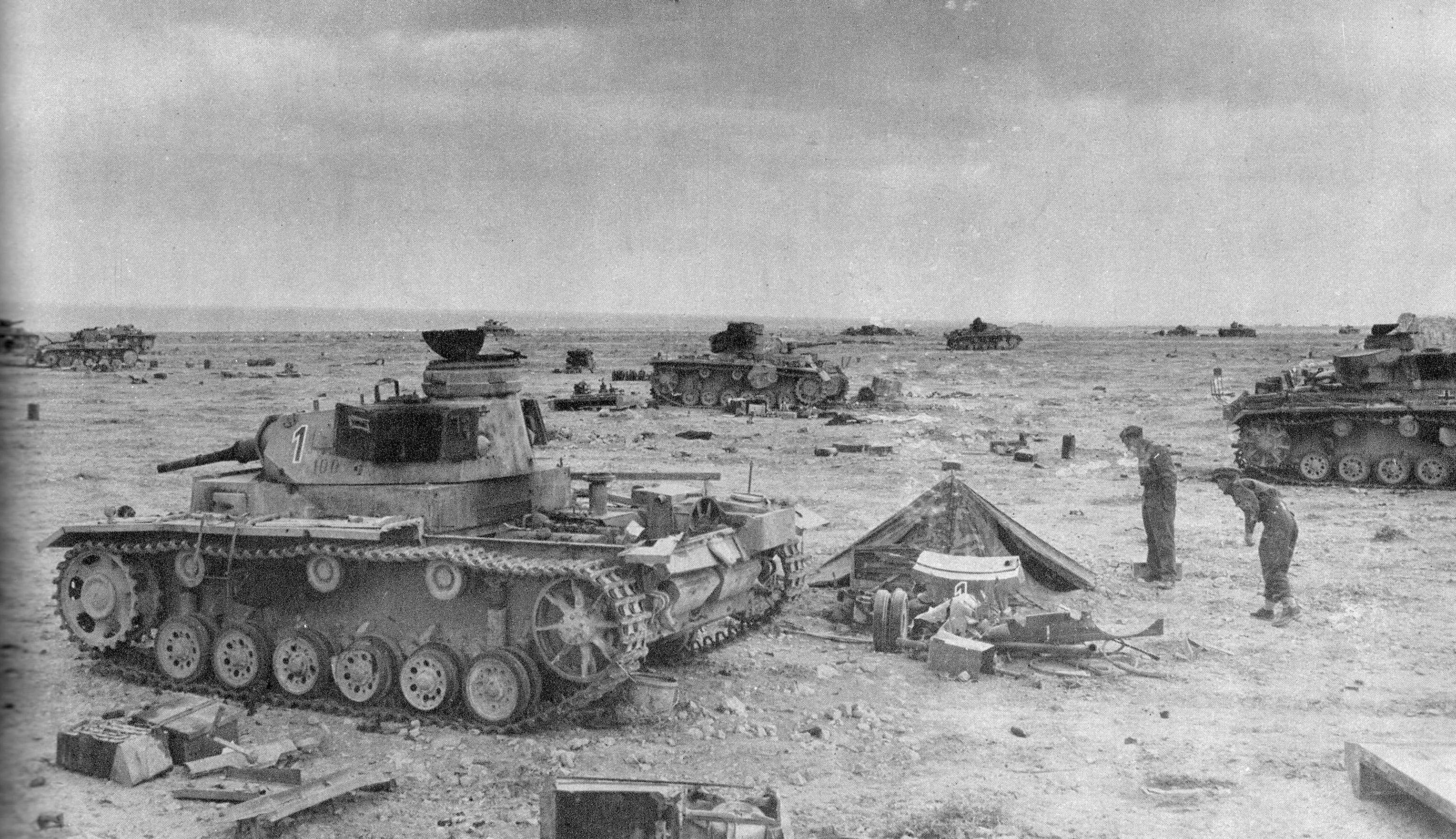
Equipamentos militares alemães destruídos após a batalha no deserto ocidental, em 1941.

A Operação Cruzader (18 de novembro — 30 de dezembro de 1941) foi uma operação militar da Campanha do Deserto Ocidental durante a Segunda Guerra Mundial pelo Oitavo Exército Britânico (com contingentes britânicos, da Comunidade, indianos e aliados) contra as forças do Eixo (alemãs e italianas) no Norte África comandada pelo Marechal de Campo Erwin Rommel. A operação pretendia contornar as defesas do Eixo na fronteira egípcio-líbia, derrotar as forças blindadas do Eixo e aliviar o cerco de 1941 a Tobruk.
Em 18 de novembro de 1941, o Oitavo Exército lançou um ataque surpresa. De 18 a 22 de novembro, a dispersão de unidades blindadas britânicas fez com que sofressem 530 perdas de tanques e infligiu perdas do Eixo de cerca de 100 tanques. Em 23 de novembro, a 5ª Brigada Sul-africana foi destruída em Sidi Rezegh, mas causou muitas baixas de tanques alemães. Em 24 de novembro, Rommel ordenou a "corrida para o fio" e causou o caos na retaguarda britânica, mas permitiu que as forças blindadas britânicas se recuperassem. Em 27 de novembro, os neozelandeses alcançaram a guarnição de Tobruk e aliviaram o cerco.
A batalha continuou em dezembro, quando a escassez de suprimentos forçou Rommel a estreitar sua frente e encurtar suas linhas de comunicação. Em 7 de dezembro de 1941, Rommel retirou as forças do Eixo para a posição Gazala e, em 15 de dezembro, ordenou uma retirada para El Agheila. A 2ª Divisão Sul-africana capturou Bardia em 2 de janeiro de 1942, Sollum em 12 de janeiro e a posição fortificada de Halfaya em 17 de janeiro e fez cerca de 13,8 mil prisioneiros.
Em 21 de janeiro de 1942, Rommel lançou um contra-ataque surpresa e levou o Oitavo Exército de volta a Gazala, onde os dois lados se reagruparam. Isso foi seguido pela Batalha de Gazala no final de maio de 1942.